# Maria Konopnicka
Maria Konopnicka (Suwałki, 23 maggio 1842 – Leopoli, 8 ottobre 1910) è stata una poetessa, scrittrice, saggista e traduttrice polacca conosciuta anche con vari pseudonimi come Jan Sawa. Fu una delle maggiori scrittrici positiviste europee e della Letteratura polacca.
Ha scritto anche novelle e storie per bambini.

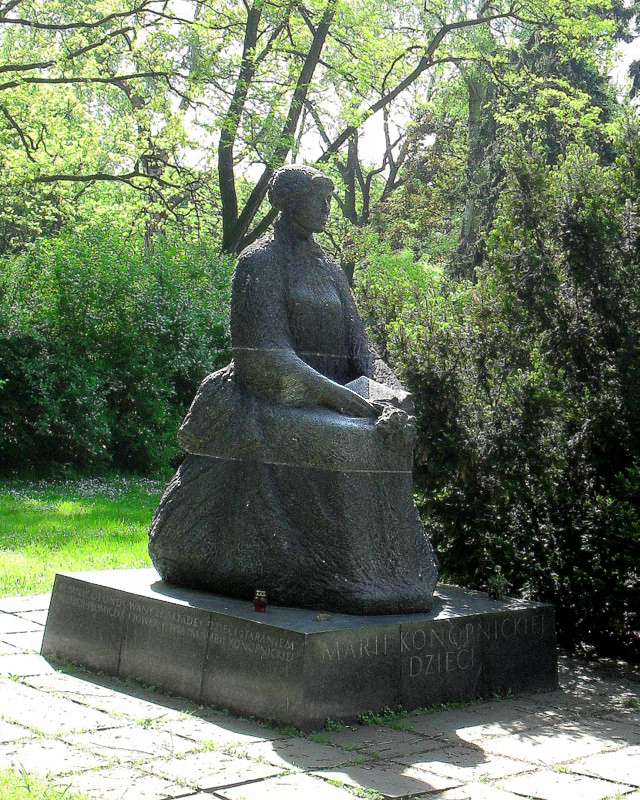
Varsavia

## Biografia

### Infanzia
Era la figlia di Józef Wasiłowski e Scholastyka Turska. I Wasiłowski giunsero a Suwałki nel 1841 con la figlia primogenita, Wanda Zenobia, che era nata un anno prima a Varsavia. Durante il loro soggiorno a Suwałki ebbero altri quattro figli, oltre a Maria: Jan Jaroslaw, Laura Celina, Sophia, e Julia Jadwiga. Sophia morì però il giorno dopo la nascita e fu sepolta nel cimitero di Suwałki.
Nel 1849, quando Maria aveva sette anni, la famiglia si trasferì a Kalisz. La madre di Maria morì nel 1854 e fu sepolta nel cimitero di Kalisz. Il padre di Maria era un avvocato, difensore del procuratore generale e Patrocinatore del Tribunale Civile, e anche un conoscitore e amante della letteratura.
L'atmosfera di serietà, fervente patriottismo e rigorosi insegnamenti morali ebbe una forte influenza su Maria. Negli anni 1855-1856 studiò con la sorella presso le Suore del Santissimo Sacramento a Varsavia, dove incontrò Eliza Pawlowska, poi Orzeszkowa.
La loro amicizia, cementata dai comuni interessi letterari, durò per tutta la vita.
Il suo unico fratello, Jan,  studente di ingegneria a Liegi, morì il 19 febbraio 1863 nella rivolta di gennaio a Krzywosądzem, nella prima battaglia del reparto in cui prestò servizio.

### Primi anni di vita e le origini della creatività
Maria Konopnicka si sposò nel settembre del 1862. Subito dopo il matrimonio andò a vivere a Bronów, vicino a Poddębice, e poi a Gusin, allora nel voivodato di Kalisz (oggi nel voivodato di Łódź). Tra la fine del 1863 e l'inizio del 1864 trascorse dei mesi con il marito e il figlio primogenito Tadeusz all'estero: a Vienna e a Dresda. In dieci anni di matrimonio, Maria diede alla luce otto figli, due dei quali morti poco dopo la nascita.
Nel 1878 morì suo padre e lei iniziò a partecipare alla cospirazione e ad azioni sociali scoperte.
Nel 1879 si trasferì con i figli a Varsavia, dove visse fino al 1890.
È del 1882 il viaggio in Austria e in Italia, mentre nel 1884 in territorio ceco avvenne l'incontro con J. Vrchlicki, con cui iniziò una corrispondenza epistolare.
Negli anni 1884-1886 curò una rivista per le donne, "Świt", e cercando di radicalizzare il suo programma, provocò l'opposizione dei conservatori e la censura.
Per i suoi 25 anni di lavoro come scrittrice (1903) Konopnicka ricevette in dono una residenza di campagna a Żarnowiec, vicino a Krosno, ai piedi dei Carpazi. In seguito viaggiò principalmente in Italia, ma anche in Germania, Austria e Svizzera.
Dal 1900 sviluppò una profonda amicizia con l'artista e scrittrice Maria Dulębianką, che aveva un proprio studio nella sua villa.
Konopnicka collaborò anche con case editrici, quotidiani nazionali e con organizzazioni sociali delle tre partizioni, e ha anche partecipò anche alla protesta internazionale contro la persecuzione dei bambini polacchi di Września (1901-1902). Prese parte inoltre alla lotta per i diritti delle donne, all'azione di condanna della repressione delle autorità prussiane e alla ricerca di aiuti per i prigionieri politici e per i criminali comuni.

### Vita letteraria
Maria Konopnicka debuttò nel 1870 sul giornale" Kaliszanin"con la poesia "In un mattino d'inverno".
Quell'opera venne ben accolta. Sulla città di Kalisz scrisse tre poesie: due dal titolo "A Kalisz" (1888 e 1907) e una "Alla mia città" (1897).
Una serie di poesie liriche intitolata "In montagna", fu pubblicata nel 1871 sul "Tygodnik Ilustrowany". Molto rapidamente, le sue opere poetiche, piene di patriottismo e di lirismo sincero, riscossero un grande consenso popolare.
Negli anni 1881, 1883 e 1887 furono pubblicate tre raccolte di sue poesie.
Negli anni 1884-1887 creò una rivista per le donne, "Świt". Scrisse racconti dai primi anni Ottanta del XIX secolo fino alla sua morte.
Maria Konopnicka si occupò anche di critica letteraria, a partire dal 1881, inizialmente sulle pagine di "Świt","Kłosy ", Gazeta Polska" e "Kurier Warszawski", poi su molti altri giornali. Si occupava soprattutto di recensire testi di autori contemporanei, polacchi e stranieri. Konopnicka scrisse anche per i bambini, dal 1884, eliminando il didattismo imperante e cercando di stimolare la sensibilità dei lettori.
Quando era ormai una scrittrice famosa, Konopnicka tornò ai ricordi dell'infanzia trascorsa a Suwałki.
Ad essi dedicò due opere:"Dai cimiteri" e "Anusia".
Intorno al 1890 apparvero nella sua poesia nuovi interessi tematici, in particolare per le opere della cultura europea, e nuovi modi di rifarsi alla tradizione.
Nel 1908 l'autrice pubblicò " Rota " , una delle poesie più importanti per i patrioti polacchi.
Molte sue opere contengono una protesta contro l'ingiustizia sociale e l'oppressione del regime. Sono contrassegnate anche da patriottismo, lirismo e sentimentalismo.

### La Storia d'Italia nelle sue poesie
Maria Konopnicka ha dedicato un intero libro all'Italia, terra che lei ha amato e dove si è trattenuta a lungo. Tra le poesie dedicate al Bel Paese una in particolare celebra un evento storico importante: si tratta del "Gran Scoglio" (il titolo anche nelle raccolte polacche è in lingua italiana, anche se la poesia fu composta in polacco), che ricorda la partenza dei Mille dallo scoglio di Quarto.

### La morte della scrittrice
Maria Konopnicka morì di polmonite l'8 ottobre 1910 a Leopoli. Fu sepolta l'11 ottobre nel cimitero Łyczakowski di Leopoli, nel Pantheon dei Grandi Abitanti di Leopoli (II Rondo, 5° viale). Il funerale, organizzato da Maria Dulębianka, diventò una grande manifestazione patriottica, a cui parteciparono quasi 50 000 persone. Sulla tomba fu collocato un suo busto, sotto al quale erano incise le seguenti parole, tratte dalla sua poesia "Al cimitero":
... Chiedete a Dio delle tombe tali

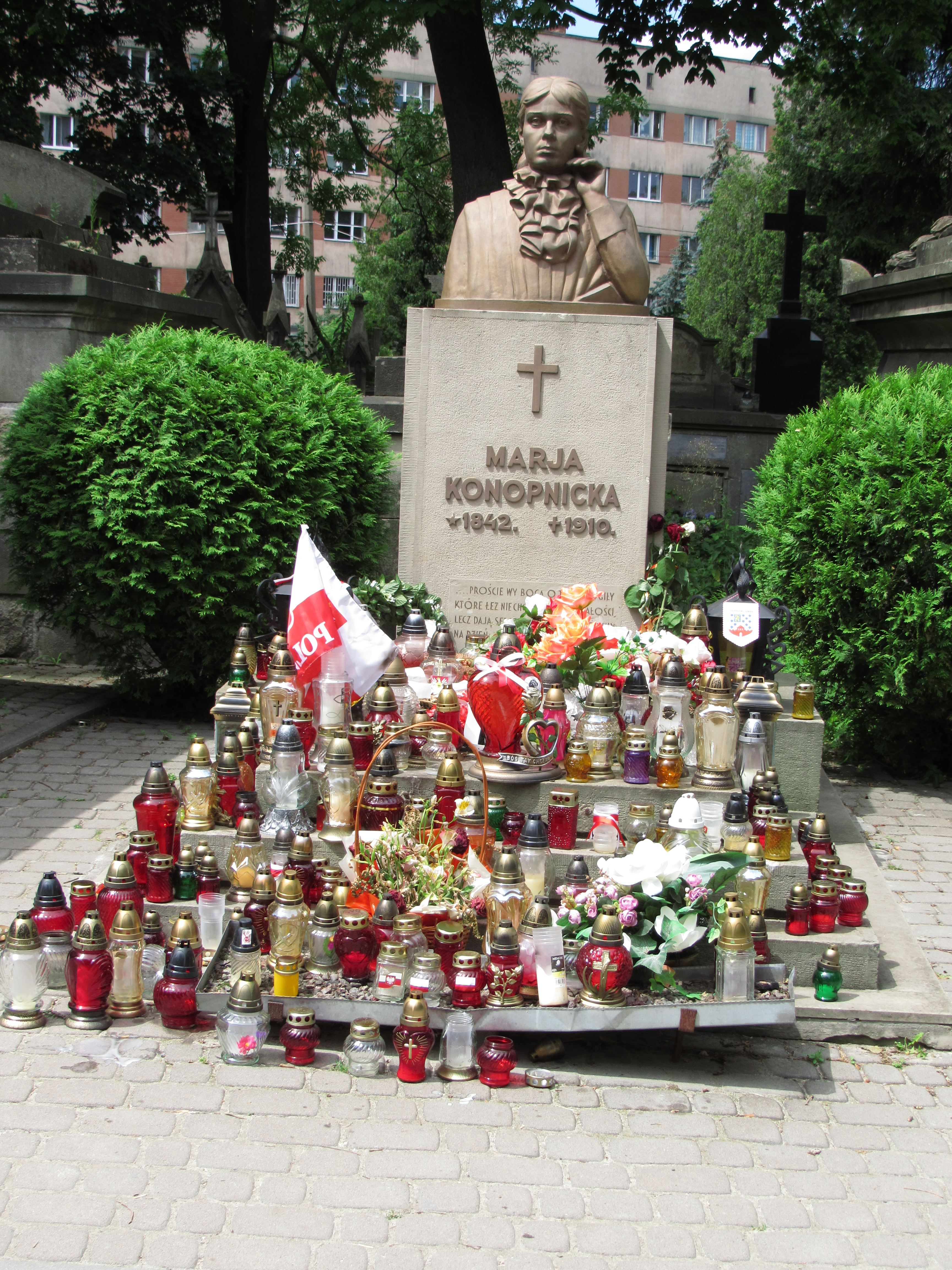
Tomba del Maria Konopnicka

che non vogliano lacrime, né lamenti, né dolore
Ma diano ai cuori la spinta all'azione, la fonte della forza
per il giorno dell'avvenire...
Il busto fu distrutto durante la seconda guerra mondiale e restaurato nel dopoguerra.

## Riconoscimenti
- La comunità di Suwałki organizzò una serata dedicata al suo lavoro, durante la quale cominciò a raccogliere soldi per una lapide commemorativa. Le autorità zariste si opposero a quell'iniziativa. Solo nel 25º anniversario della sua morte, l'8 ottobre 1935, sul muro della casa dove era nata, fu posta una targa.
- Nel febbraio 1957 a Maria Konopnicka fu dedicato un museo a Żarnowiec, che aprì i battenti il 15 settembre 1960, dopo lavori di ristrutturazione e di restauro. Nel centro di Suwalki per ricordarla è stato inoltre eretto un monumento. Ve ne sono anche a Września e a Kalisz (nel 1969).
- A Genova è presente una lapide sulla Passeggiata Anita Garibaldi, che ne ricorda il soggiorno a Nervi, località a cui la poetessa ha dedicato la poesia "Noc w Nervi" ("Notte a Nervi").

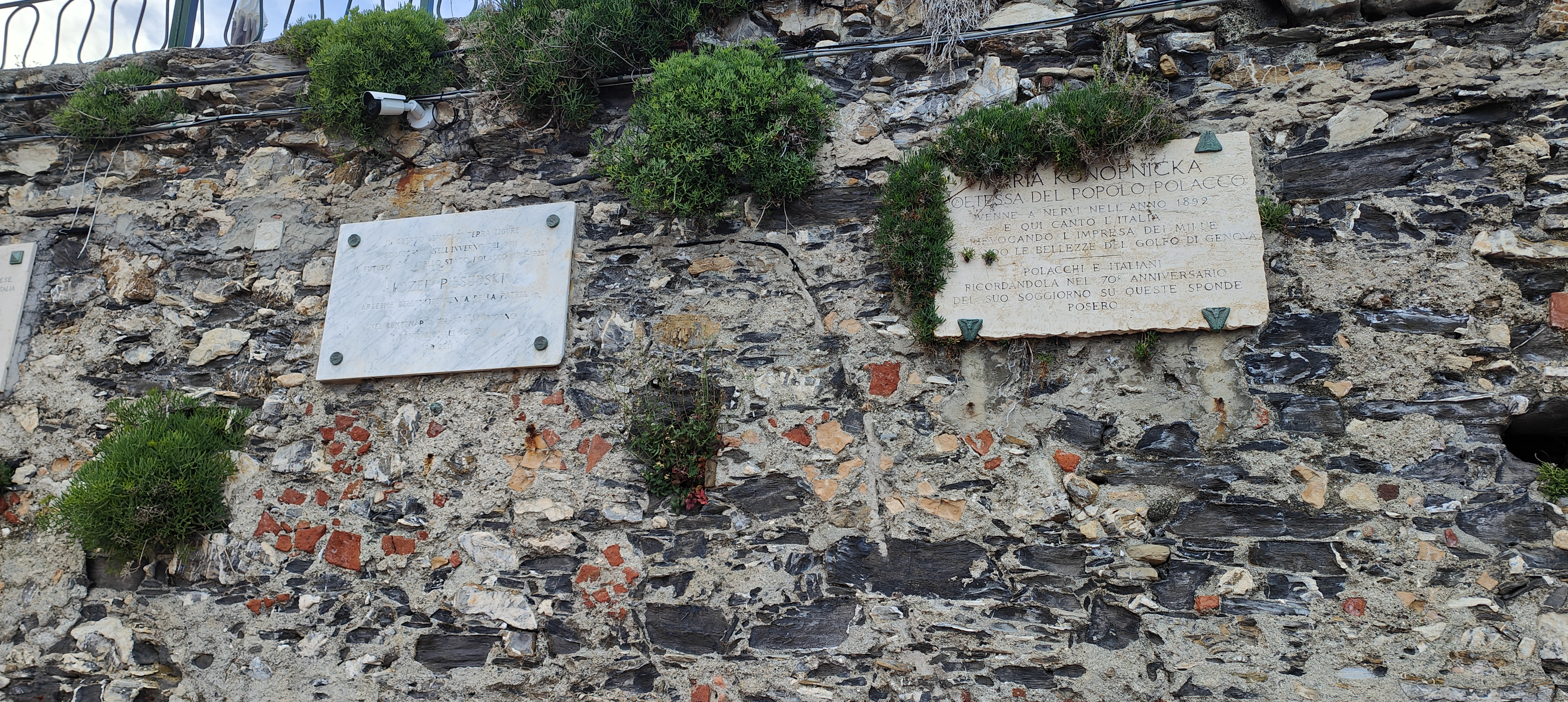
Lapide (a destra) situata a Nervi nei pressi della Torre Gropallo, installata nel 1962 a ricordo della visita della poetessa nella ridente località nel 1892

## Opere

### Romanzi
- Cztery nowele (1888)
- Moi znajomi (1890)
- Na drodze (1893)
- Ludzie i rzeczy (1898)
- Mendel Gdański

### Racconti per bambini
- Śpiewnik dla dzieci
- O Janku Wędrowniczku
- O krasnoludkach i sierotce Marysi
- Na jagody

### Poesia
- Rota (1908)
- Stefek Burczymucha.
- Wolny najmita